# Bataille de Pickett's Mill
Guerre de Sécession
Batailles
- Rocky Face Ridge
- Resaca
- Adairsville
- New Hope Church
- Pickett's Mill
- Dallas
- Kolb's Farm
- Kennesaw Mountain
- Marietta
- Noonday Creek
- Pace's Ferry
- Peachtree Creek
- Atlanta
- Ezra Church
- Brown's Mill
- Utoy Creek
- Dalton
- Lovejoy's Station
- Jonesborough

La bataille de Pickett's Mill s'est déroulée le 27 mai 1864, dans le comté de Paulding, Géorgie, au cours de la guerre de Sécession entre les forces de l'Union et les confédérés. Le major général de l'Union William Tecumseh Sherman tente une attaque sur le flanc droit des forces confédérées du général Joseph E. Johnston.
Après la défaite de l'Union de la défaite à New Hope Church, Sherman ordonne au major général Oliver O. Howard d'attaquer Johnston, apparemment exposé sur le flanc droit. Les confédérés sont prêts pour affronter l'attaque, qui ne se déroule pas comme prévu, car le soutien des troupes ne se produit pas. Les confédérés repoussent l'attaque causant des pertes élevées,.
L'auteur Ambrose Bierce combat pour l'Union à Pickett's Mill en tant qu'ingénieur topographique sous les ordres de William Babcock Hazen. La nouvelle de Bierce « The Crime at Pickett's Mill » est à propos de cette bataille.
Bierce signale que la bataille a duré environ 45 minutes ; que les pertes totales s'élèvent à 1 400 hommes ; la moitié sont tués et blessés dans la brigade de Hazen en 30 minutes de combat réel.
L'adresse du site du champ de bataille historique de Pickett's Mill est 4432 Mt. Tabor Church Rd, Dallas, Géorgie 30157. Il est aujourd'hui conservé en tant que parc de l'État de Géorgie et comprend les routes utilisées par les troupes de l'Union et confédérées, les rempart de terrassement, et une cabine de pionnier des années 1800. La ravine de la zone est un site où il y a eu des centaines de morts.